# Princ
Princ, ženska princesa, je naziv, ki ga nosijo nevladajoči člani nekaterih cesarskih, kraljevskih, velikovojvodskih in vojvodskih rodbin, vladajoči in nevladajoči člani nekaterih knežjih dinastij (na primer knez Albert II. Grimaldi) ali pa člani nekaterih knežjih družin, ki nikoli niso vladale (na primer princ de Rohan). V ožjem smislu je v nekaterih primerih z nazivom princ mišljen samo prestolonaslednik. V slovenščini se za otroke monarhov uporabljajo tudi naslednji izrazi:
- cesarjevi: cesarjevič in cesarična
- králjevi: kraljevič in kraljična
- knezovi: kneževič in knežna.

Prinčevska titula je večinoma generična – nosijo jo vsi člani neke družine, v Franciji pa poznajo tudi prince, katerih naslov je substancialen in ga nosi zgolj en posameznik v določeni družini.
Medtem ko slovanski jeziki in nemščina razlikujejo med princem in knezom, pa v romanskih jezikih in angleščini poznajo samo izraz princ, ki ga uporabljajo v obeh pomenih.